# Lee Dae-hoon
Lee Dae-hoon (koreanisch 이대훈; * 5. Februar 1992 in Seoul) ist ein südkoreanischer Taekwondoin, der im Fliegen- und Bantamgewicht startet.

## Karriere
Lee bestritt seine ersten internationalen Titelkämpfe bei der Juniorenasienmeisterschaft 2009 auf Kisch, in der Klasse bis 59 Kilogramm schied er jedoch frühzeitig aus. Im folgenden Jahr gelang ihm dann aber im Erwachsenenbereich der Durchbruch in die internationale Spitze. Er wurde in die Nationalmannschaft aufgenommen, in der Klasse bis 63 Kilogramm siegte er bei den Asienspielen 2010 in Guangzhou. Dieser Titelgewinn und viele nachfolgende Medienauftritte brachten Lee in seiner Heimat eine gewisse Bekanntheit und Popularität ein. Auch bei der Weltmeisterschaft 2011 in Gyeongju nahm er in der Klasse bis 63 Kilogramm teil. Mit fünf souveränen Siegen zog er ins Finale ein, schlug dort Michael Harvey und wurde erstmals Weltmeister. 2012 wurde Lee mit einem Finalsieg über Pen-Ek Karaket in Ho-Chi-Minh-Stadt erstmals Asienmeister.
Mitte des Jahres 2011 hatte Lee in der Klasse bis 58 Kilogramm in Baku am internationalen Olympiaqualifikationsturnier teilgenommen. Er unterlag im Halbfinale Yulis Mercedes, besiegte im entscheidenden Kampf um den dritten Platz jedoch Tamer Bayoumi und qualifizierte sich für die Olympischen Spiele 2012 in London. Dort gewann er nach der Finalniederlage gegen Joel González die Silbermedaille. 2016 gewann er in der Klasse bis 68 Kilogramm bei den Olympischen Spielen in Rio de Janeiro die Bronzemedaille durch einen Sieg gegen den Belgier Jaouad Achab. Bei den Weltmeisterschaften 2017 gewann er seinen zweiten Titel. Ein Jahr darauf gewann er bei den Asienspielen eine weitere Goldmedaille.